# RapeLay
Rapelay ist ein japanisches 3D-Erogē Spiel der Firma Illusion aus dem Jahr 2006, das auf Grund seiner Handlung weltweit in Kritik geriet.

## Handlung
Der Protagonist Masaya Kimura ist ein Chikan, also ein Mann, der andere Menschen sexuell belästigt. Als er allerdings Aoi Kiryū belästigt, wird er verhaftet. Doch da er der Sohn eines wichtigen Politikers ist, wird dieser bereits am nächsten Tag wieder freigelassen. Er sinnt auf Rache und versucht sich an ihrer Familie zu rächen. Dafür verfolgt er Manaka, Yuuko und Aoi und belästigt diese an verschiedenen öffentlichen Plätzen wie z. B. auf dem Bahnhof oder in einer öffentlichen Toilette.
Sein erstes Opfer ist ihre jüngste Schwester Manaka. Danach werden ihre Mutter Yuuko und schließlich Aoi ebenfalls von ihm vergewaltigt.
Das Spiel besitzt zwei mögliche Enden, wobei der Protagonist in beiden Fällen stirbt. Entweder wird eines seiner Opfer schwanger und stößt ihn dann vor einen Zug oder er wird von Aoi während ihrer Vergewaltigung erstochen.

## Synchronisation
Im Spiel übernimmt Natsumi Yanase die Synchronisation von Manaka Kiryū. Des Weiteren übernahm Mao Enokizu die Rolle von Aoi Kiryū. Masaya Kimura und die anderen Charaktere bleiben stumm.

## Kritik
Die amerikanischen Websites Something Awful und Honest Gamers beurteilten dieses Spiel sehr negativ.
Das Spiel wurde auch von dem britischen Parlamentsmitglied Keith Vaz stark kritisiert.
Auf Amazon wurde RapeLay ebenfalls angeboten, somit geriet dieser Spieletitel noch weiter in das Feld der Öffentlichkeit. Wenig später wurde es allerdings wieder aus dem Sortiment genommen.
In Japan wandte sich die Organisation Equality Now verärgert an den Premierminister Taro Aso und die Verantwortlichen von Illusion und erinnerten diese an das Übereinkommen zur Beseitigung jeder Form von Diskriminierung der Frau.
In zahlreichen Artikeln wurde über das Spiel berichtet, ebenso im deutschsprachigen Raum.